# 五峰旗瀑布
24°50′3.60″N 121°44′47.80″E / 24.8343333°N 121.7466111°E
五峰旗瀑布位於台灣宜蘭縣礁溪鄉，為得子口溪上游支流的瀑布。根據「噶瑪蘭廳志」的記載，五峰旗之名，乃「... 以形得名，五峰排列，如豎旗幟，...」，其名得自於後方有五座山峰，山形狀似國劇道具中的三角大旗，故名「五峰旗」。瀑布標高約270公尺至120公尺，分上、中、下三層，總落差約150公尺，（含瀑布間的河道落差）。宜蘭縣政府在此設有五峰旗風景特定區，為宜蘭著名的旅遊景點，「蘭陽十景」之一。

## 簡介
五峰旗瀑布全區以步道連結，下層瀑布距離入口處甚近，下方溪谷溪水漫流形成幾處淺灘，水流平緩，吸引不少遊客在此褪去鞋襪戲水。沿石階上行136公尺即可到達中層瀑布，溪岸旁建有一中國式涼亭，名為「五峰亭」，可供旅客駐足賞瀑。折返36公尺至岔路口，沿蜿蜒步道前行476公尺可至最為壯觀的上層瀑布。瀑布下方設有觀瀑平台，迎面撲來漫天水氣，可感受到瀑布的磅礡氣勢。

## 地質及構造
五峰旗瀑布是沿礁溪斷層所形成的斷層瀑布，地質上屬四稜砂岩區，硬頁岩可見劈理，但未達板岩。瀑布型態上瀑壁傾斜，流向與地層走向呈大角度相交，岩層向上游逆斜。上層瀑布上部由厚層狀細粒石英砂岩所組成，其下為層理清晰的硬頁岩與粉砂岩，瀑身細長，下有瀑潭形成；中、下層瀑布則皆由硬頁岩構成，中層瀑身亦為細長，但無瀑潭形成；下層瀑身的長寬比則較為接近，下有瀑潭形成。礁溪斷層穿過宜蘭平原西北緣，東南陷落西北上升，由於河流侵蝕使瀑布不斷後退，直至硬岩層才減緩，形成今日風貌。上層瀑布出露的四稜砂岩層，坡度平緩，為瀑布發育於硬岩之上的證據。
- 瀑布資訊：[4]
  - 上層瀑布：海拔約 230 公尺 / 落差 42 公尺 / 長 12 公尺, 寬 15 公尺, 深 2 公尺 的瀑潭。
  - 中層瀑布：海拔約 150 公尺 / 落差 24 公尺 / 無瀑潭。
  - 下層瀑布：海拔約 120 公尺 / 落差 10 公尺 / 長 6 公尺, 寬 7 公尺,深 2 公尺 的瀑潭。

## 交通資訊
- 自行開車：由國道5號下頭城交流道下後左轉台9線礁溪路七段，行至礁溪市區礁溪路五段德陽路右轉，至五峰路路口右轉後直行約2.1公里，即可抵達五峰旗風景特定區。
- 大眾運輸：[4]
  - 鐵路：搭乘台鐵至礁溪車站，再搭乘計程車前往或沿中山路前行，右轉德陽路，再接五峰路，步行約3.5公里即可到達。
  - 客運：搭乘首都之星1572線【台北－羅東】或葛瑪蘭客運1915線【板橋－羅東】至礁溪站下車，再搭乘計程車前往或沿礁溪路五段前行，右轉德陽路，再接五峰路，步行約3.5公里即可到達。

## 解
1. ↑  根據《臺灣通用電子地圖【NLSC】》、《臺灣通用正射影像【NLSC】》對照。
2. ↑  2012年9月，五峰旗瀑布風景區分別遭辛樂克與薔蜜颱風侵襲，造成園區通往上層瀑布的步道損毀，封閉修復。至2013年11月29日起，重新開放。

## 外部連結
- 在Panoramio的五峰旗瀑布上層影像
- 在Panoramio的五峰旗瀑布中層影像
- 在Panoramio的五峰旗瀑布下層影像